# Tom Twers

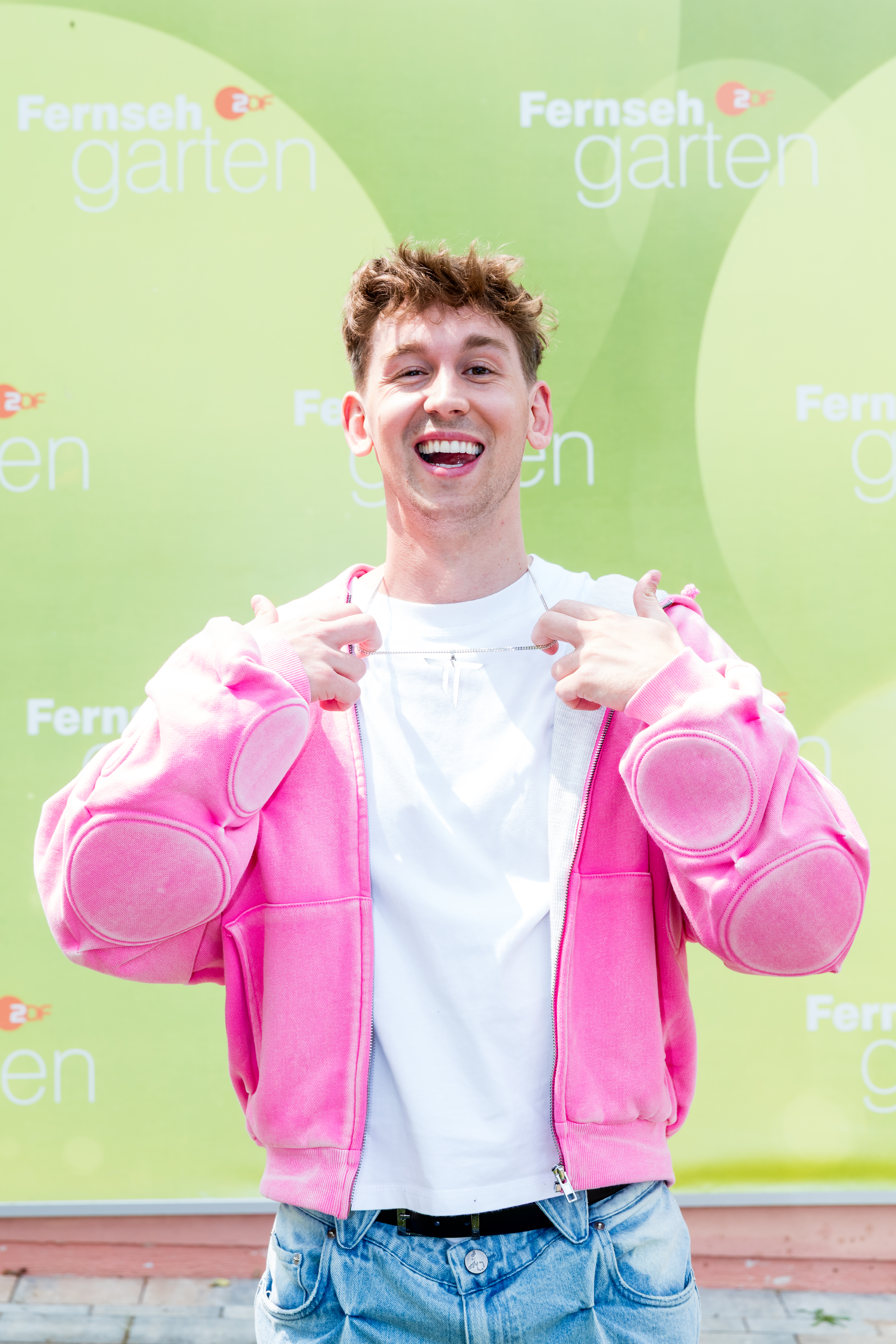
Tom Twers 2025

Tom Twers (* 16. Juni 1999) ist ein deutscher Sänger. Er nahm 2018 an der Castingshow X-Factor teil. Seitdem ist er in den Sozialen Medien aktiv und veröffentlicht seine Musik als independent Artist. Am 16. Mai 2025 erschien sein erstes Album Ein Ja reicht, welches Platz 3 der deutschen Albumcharts erreichte.

## Leben
Twers wuchs in der Nähe von Frankfurt am Main auf. Mit vier Jahren begann er, Klavier und Gitarre zu spielen. Später nahm er Gesangsunterricht und fing mit Breakdance an. Im Jahr 2017 veröffentlichte er seinen ersten Post auf Instagram; er erreichte dort und auf TikTok in den Folgejahren sechsstellige Followerzahlen. 2018 trat er mit dem Lied 2U von David Guetta featuring Justin Bieber und akrobatischen Einlagen bei X Factor auf. Mit Da fehlt mir was veröffentlichte er 2020 seine erste Single. Gleichzeitig studierte er an der Popakademie Baden-Württemberg und wurde von Jan Smith unterrichtet. Die 2022 veröffentlichte Single Falle Für Dich konnte sich als erste seiner Veröffentlichungen in den deutschen Singlecharts platzieren.

## Auszeichnungen für Musikverkäufe
| Goldene Schallplatte - Österreich - 2023: für die Single Falle Für Dich - Schweiz - 2023: für die Single Falle Für Dich |

Anmerkung: Auszeichnungen in Ländern aus den Charttabellen bzw. Chartboxen sind in ebendiesen zu finden.
| Land/RegionAuszeichnungen für Musikverkäufe (Land/Region, Auszeichnungen, Verkäufe, Quellen) | Gold     | Platin | Verkäufe | Quellen           |
| -------------------------------------------------------------------------------------------- | -------- | ------ | -------- | ----------------- |
| Deutschland (BVMI)                                                                           | Gold1    | —      | 300.000  | musikindustrie.de |
| Österreich (IFPI)                                                                            | Gold1    | —      | 15.000   | ifpi.at           |
| Schweiz (IFPI)                                                                               | Gold1    | —      | 10.000   | hitparade.ch      |
| Insgesamt                                                                                    | 3× Gold3 | —      |          |                   |